# Amaury Leveaux
Amaury Leveaux (Belfort, 2 de dezembro de 1985) é um nadador francês, ganhador de duas medalhas em Jogos Olímpicos, sendo um dos maiores velocistas da atualidade, principalmente nas provas em piscina semiolímpica (25 metros) onde detém três recordes mundiais.
No campeonato nacional francês, Leveaux conseguiu se qualificar para as Olimpíadas de Pequim em 2008 nos 50m e 200 metros livres. Encerrando em quinto lugar nos 100 metros, ele também qualificou-se para a equipe de 4x100 metros livres. Ele estabeleceu um recorde olímpico nos 100m livres nas eliminatórias do revezamento (47s76), que posteriormente seria derrubado mais três vezes em Pequim até ficar com Eamon Sullivan (47s05); e também nas eliminatórias dos 50m livres com um tempo de 21s46. Na final, nadou ainda mais rápido (21s45), mas terminou atrás do brasileiro César Cielo Filho que lhe tomou o ouro e o recorde.